# Konstantin von Hammerstein
Konstantin von Hammerstein (* 1961 in Braunschweig) ist ein deutscher Journalist und entstammt der Adelsfamilie derer von Hammerstein. Seine Schulzeit und das Abitur absolvierte er in Bonn, danach studierte er Geschichte, Politik und Philosophie an der Freien Universität Berlin, außerdem besuchte er die Deutsche Journalistenschule in München.
Seit 1990 war er Redakteur, Moderator und Reporter beim Rias Berlin. 1992/93 war er Radiokorrespondent in Washington, D.C. und danach Reporter beim Deutschlandradio Berlin. Seit 1998 ist er Redakteur beim SPIEGEL – zunächst im Wirtschaftsressort in Hamburg, dann zwölf Jahre lang Ressortleiter in verschiedenen Funktionen, zuletzt als Leiter des Hauptstadtbüros.
Seit 2014 berichtet er als SPIEGEL-Autor aus Berlin vor allem über die SPD und Sicherheits-, Verteidigungs- und Entwicklungspolitik.
2022 wurde er gemeinsam mit Matthias Gebauer mit dem Deutschen Reporter:innenpreis in der Kategorie „Investigation“ für Elf Tage in Kabul – Die abenteuerliche Flucht der Deutschen aus Afghanistan ausgezeichnet.
Seine Tochter Elisabeth von Hammerstein ist seit April 2023 als Redenschreiberin von Bundesverteidigungsminister Boris Pistorius im Leitungsbereich des entsprechenden Referats im Bundesministerium tätig.